# Flat Rock (comté de Surry, Caroline du Nord)
Pour les articles homonymes, voir Flat Rock.
Flat Rock est une census-designated place située dans le comté de Surry, dans l’État de Caroline du Nord, aux États-Unis. Lors du recensement de 2020, elle comptait 1 326 habitants.